# واتسلاو ترگل
واتسلاو ترِگل (چکی: Václav Trégl; ۱۰ دسامبر ۱۹۰۲ – ۱۱ فوریهٔ ۱۹۷۹) بازیگر اهل کشور چکسلواکی بود. او بین سالهای 1933 تا 1977 در بیش از 120 فیلم ظاهر شد.
از فیلم‌ها یا برنامه‌های تلویزیونی که وی در آن نقش داشته‌است می‌توان به بازرس و گردان اشاره کرد.